# Boophis
Boophis là một chi động vật lưỡng cư trong họ Mantellidae, thuộc bộ Anura. Chi này có gần 80 loài và 13% bị đe dọa hoặc tuyệt chủng.

## Các loài
Danh sách dưới đây có thể không đầy đủ.

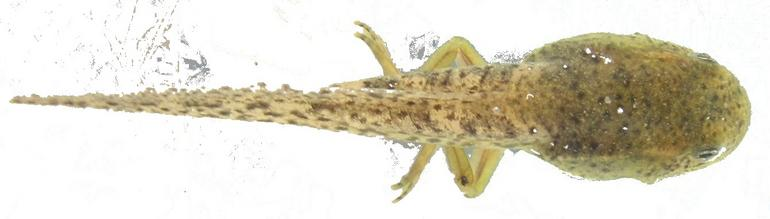
Boophis occidentalis tadpole

- Boophis albilabris (Boulenger, 1888)
- Boophis albipunctatus Glaw & Thiesmeier, 1993
- Boophis andohahela Andreone, Nincheri & Piazza, 1995
- Boophis andrangoloaka (Ahl, 1928)
- Boophis andreonei Glaw & Vences, 1994
- Boophis anjanaharibeensis Andreone, 1996
- Boophis ankarafensis Penny, Andreone, Crottini, Holderied, Rakotozafy, Schwitzer & Rosa, 2014
- Boophis ankaratra Andreone, 1993
- Boophis arcanus Glaw, J. Köhler, De la Riva, Vieites & Vences, 2010
- Boophis archeri Vences et al., 2024
- Boophis axelmeyeri Vences, Andreone & Veities, 2005
- Boophis baetkei J. Köhler, Glaw & Vences, 2008
- Boophis blommersae Glaw & Vences, 1994
- Boophis boehmei Glaw & Vences, 1992
- Boophis boppa Hutter, Lambert, Andriampenomanana & Vences, 2015
- Boophis bottae Vences & Glaw, 2002
- Boophis brachychir Boettger, 1882
- Boophis burnhamae Vences et al., 2024
- Boophis burgeri Glaw & Vences, 1994
- Boophis calcaratus Vallan, Vences & Glaw, 2010
- Boophis doulioti Angel, 1934
- Boophis elenae Andreone, 1993
- Boophis englaenderi Glaw & Vences, 1994
- Boophis entingae Glaw, J. Köhler, De la Riva, Vieites & Vences, 2010
- Boophis erythrodactylus (Guibé, 1953)
- Boophis fayi J. Köhler, Glaw, Rosa, Gehring, Pabijan, Andreone & Vences, 2011
- Boophis feonnyala Glaw, Vences, Andreone & Vallan, 2001
- Boophis goudotii Tschudi, 1838
- Boophis guibei (McCarthy, 1978)
- Boophis haematopus Glaw, Vences, Andreone & Vallan, 2001
- Boophis haingana Glaw, J. Köhler, De la Riva, Vieites & Vences, 2010
- Boophis idae (Steindachner, 1867)
- Boophis jaegeri Glaw & Vences, 1992 – Green Skeleton Frog
- Boophis janewayae Vences et al., 2024
- Boophis kirki Vences et al., 2024
- Boophis laurenti Guibé, 1947
- Boophis liami Vallan, Vences & Glaw, 2003
- Boophis lichenoides Vallan, Glaw, Andreone & Cadle, 1998
- Boophis lilianae J. Köhler, Glaw & Vences, 2008
- Boophis luciae Glaw, J. Köhler, De la Riva, Vieites & Vences, 2010
- Boophis luteus (Boulenger, 1882)
- Boophis madagascariensis (W. Peters, 1874)
- Boophis majori (Boulenger, 1896)
- Boophis mandraka Blommers-Schlösser, 1979
- Boophis marojezensis Glaw & Vences, 1994
- Boophis masoala Glaw, Scherz, Prötzel & Vences, 2018
- Boophis miadana Glaw, J. Köhler, De la Riva, Vieites & Vences, 2010
- Boophis microtympanum (Boettger, 1881)
- Boophis miniatus (Mocquard, 1902)
- Boophis narinsi Vences, Gehara, J. Köhler & Glaw, 2012
- Boophis nauticus Glaw, Hawlitschek, K. Glaw & Vences, 2019
- Boophis obscurus (Boettger, 1913)
- Boophis occidentalis Glaw & Vences, 1994
- Boophis opisthodon (Boulenger, 1888)
- Boophis pauliani (Guibé, 1953)
- Boophis periegetes Cadle, 1995
- Boophis picardi Vences et al., 2024
- Boophis picturatus Glaw, Vences, Andreone & Vallan, 2001
- Boophis pikei Vences et al., 2024
- Boophis piperatus Glaw, J. Köhler, De la Riva, Vieites & Vences, 2010
- Boophis popi J. Köhler, Glaw, Rosa, Gehring, Pabijan, Andreone & Vences, 2011
- Boophis praedictus Glaw, J. Köhler, De la Riva, Vieites & Vences, 2010
- Boophis pyrrhus Glaw, Vences, Andreone & Vallan, 2001
- Boophis quasiboehmei Vences, J. Köhler, Crottini & Glaw, 2010
- Boophis rappiodes (Ahl, 1928)
- Boophis reticulatus Blommers-Schlösser, 1979
- Boophis rhodoscelis (Boulenger, 1882)
- Boophis roseipalmatus Glaw, J. Köhler, De la Riva, Vieites & Vences, 2010
- Boophis rufioculis Glaw & Vences, 1997
- Boophis sambirano Vences & Glaw, 2005
- Boophis sandrae Glaw, J. Köhler, De la Riva, Vieites & Vences, 2010
- Boophis schuboeae Glaw & Vences, 2002
- Boophis septentrionalis Glaw & Vences, 1994
- Boophis sibilans Glaw & Thiesmeier, 1993
- Boophis siskoi Vences et al., 2024
- Boophis solomaso Vallan, Vences & Glaw, 2003
- Boophis spinophis Glaw, J. Köhler, De la Riva, Vieites & Vences, 2010
- Boophis tampoka J. Köhler, Glaw & Vences, 2007
- Boophis tasymena Vences & Glaw, 2002
- Boophis tephraeomystax (A.H.A. Duméril, 1853)
- Boophis tsilomaro Vences, Andreone, Glos & Glaw, 2010
- Boophis ulftunni Wollenberg, Andreone, Glaw & Vences, 2008
- Boophis viridis Blommers-Schlösser, 1979
- Boophis vittatus Glaw, Vences, Andreone & Vallan, 2001
- Boophis williamsi (Guibé, 1974)
- Boophis xerophilus Glaw & Vences, 1997

## Hình ảnh

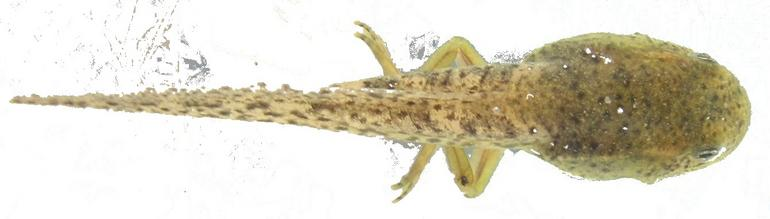
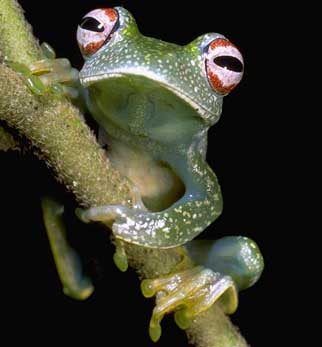
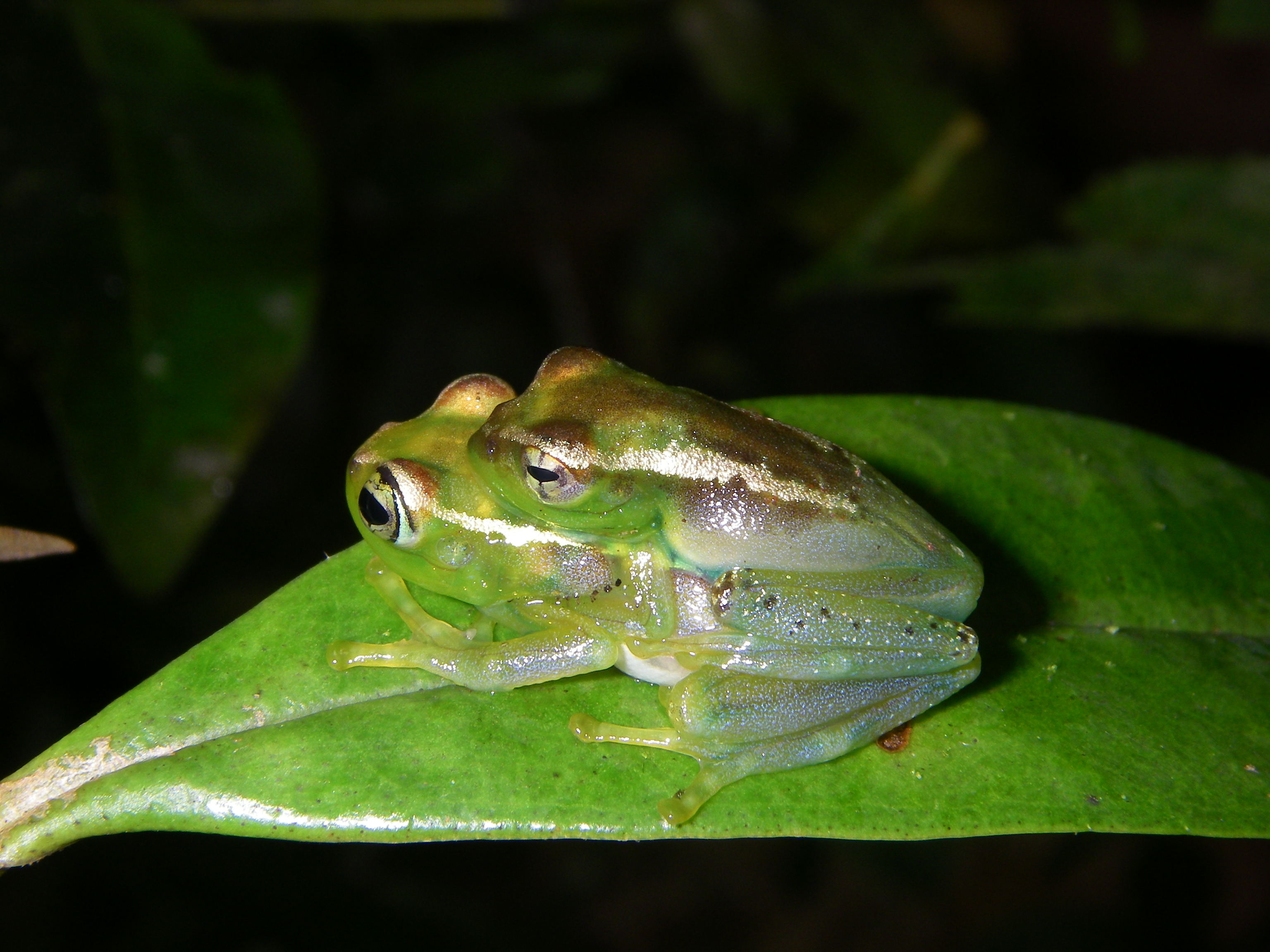